# Алекс де ла Іглесіа
А́лекс де ла Ігле́сіа (ісп. Álex de la Iglesia; 4 грудня 1965, Більбао, Країна Басків, Іспанія) — іспанський баскський кінорежисер, сценарист та кінопродюсер.

## Біографія
Алекс де ла Іглесіа народився 4 грудня 1965 року в Більбао, Країна Басків, Іспанія. Закінчив Університет Деусто за фахом «Філософія», в юнацькі роки займався коміксами, деякий час пропрацював на телебаченні, потім став художником-постановником артгаусної короткометражки Пабло Бергера під назвою «Мама», що розповідає про сім'ю, яка вижила після ядерного вибуху. Після цього працював з режисером Енріке Урбісу над кримінальним трилером «Усе що завгодно за хліб» (1991), який отримав чотири номінації на іспанську національну кінопремію «Гоя» та приніс популярність не лише режисерові, але й художникові-постановникові.
У 1991 році Алекс де ла Іглесіа зняв короткометражну стрічку «Мірінда-вбивця» (ісп. Mirindas Asesinas) у співавторстві з Хорхе Геррікаехеварріа, який став близьким другом і постійним співавтором де ла Іглесіа та надалі брав участь в написанні сценаріїв до усіх фільмів режисера.
У 1993 році де ла Іглесіа поставив свій перший повнометражний фільм «Операція „Мутанти“», продюсером якого виступив Педро Альмодовар. Стрічка мала величезний успіх і зібрала низку кінопремій на міжнародних кінофестивалях, а також завоювала три премії «Гойя». Успішним став і другий фільм де ла Іглесіа — комедійний хорор «День звіра», який здобув шість національних кінопремій, у тому числі «Гойю» за найкращу режисерську роботу.
У 1999 році де ла Іглесіа поставив чорну комедію «Сміх мертвого», яка була добре прийнята глядачами, номінувалася на 3 премії «Гойя» і завоювала дві з них. У 2000 році вийшов комедійний трилер «Комуналка», що отримав аж 15 номінацій на національну кінопремію. У 2002 році режисер зняв пародією на спагеті-вестерн «800 куль», що отримала 4 номінації на «Гойю», а у 2004-му випустив ще одну чорну комедію під назвою «Ідеальний злочин» (номінації на «Гойя» в шести категоріях).
У 2008 році Алекс де ла Іглесіа зняв другий англомовний фільм (першим була стрічка 1997 року «Пердіта Дуранго») — кримінальний трилер «Убивства в Оксфорді», головні ролі в якому виконали Елайджа Вуд і Джон Герт. Трагікомедію де ла Іглесіа 2010 року «Сумна балада для труби», дія якої відбувається в Іспанії часів громадянської війни, було висуненому на премію «Гойя» у 15 номінаціях. На 67-му Венеційському міжнародному кінофестивалі де ла Іглесіа був відзначений за найкращу режисуру фільму «Срібним левом» та призом Золоті Озелли за найкращий сценарій.
Фільм де ла Іглесіа 2017 року «Бар» було відібрано для показу в позаконкурсній програмі 67-го Берлінського міжнародного кінофестивалю.
У 2009—2011 роках Алекс де ла Іглесіа очолював академію кінематографічних мистецтв і наук Іспанії.

## Фільмографія
| Рік  | Назва українською      | Оригінальна назва                                | Режисер | Сценарист | Продюсер |
| ---- | ---------------------- | ------------------------------------------------ | ------- | --------- | -------- |
| 1993 | Операція «Мутанти»     | Acción mutante                                   | Так     | Так       |          |
| 1995 | День звіра             | El Día de la bestia                              | Так     | Так       |          |
| 1997 | Пердіта Дуранго        | Perdita Durango                                  | Так     | Так       |          |
| 1999 | Сміх мертвого          | Muertos de risa                                  | Так     | Так       |          |
| 2000 | Комуналка              | La Comunidad                                     | Так     | Так       |          |
| 2002 | 800 куль               | 800 balas                                        | Так     | Так       | Так      |
| 2004 | Ідеальний злочин       | El Crimen Perfecto                               | Так     | Так       | Так      |
| 2006 | Дитяча кімната         | Películas para no dormir: La habitación del niño | Так     | Так       |          |
| 2006 | Реальний друг          | Películas para no dormir: Adivina quién soy      | Так     | Так       |          |
| 2008 | Убивства в Оксфорді    | The Oxford Murders                               | Так     | Так       | Так      |
| 2010 | Сумна балада для труби | Balada triste de trompeta                        | Так     | Так       |          |
| 2011 | Остання іскра життя    | La Chispa de la vida                             | Так     | Так       |          |
| 2013 | Відьми з Сугаррамурді  | Las brujas de Zugarramurdi                       | Так     |           |          |
| 2014 | Азбука смерті 2        | ABCs of Death 2                                  |         | Так       |          |
| 2015 | Забійний вогник        | Mi Gran Noche                                    | Так     |           |          |
| 2017 | Бар                    | El bar                                           | Так     | Так       | Так      |

Продюсер фільмів інших режисерів
| Рік       |     | Назва українською | Оригінальна назва  | Режисер                             | Примітки                 |
| --------- | --- | ----------------- | ------------------ | ----------------------------------- | ------------------------ |
| 2008-2009 | т/с |                   | Plutón B.R.B. Nero |                                     | співпродюсер             |
| 2014      |     | Розмови з богами  | Words with Gods    |                                     | продюсер, епізод Сповідь |
| 2014      |     | Гніздо землерийки | Musarañas          | Хуан Фернандо Андрес, Естебан Роель | співпродюсер             |
| 2015      |     | Герої зла         | Los héroes del mal | Сое Берріатуа                       | співпродюсер             |
| 2017      |     | Шкіра             | Pieles             | Едуардо Касанова                    | співпродюсер             |
| 2023      |     | Моя вина          | Culpa mía          | Домінго Гонсалес                    | продюсер                 |

## Визнання
Загалом Алекс де ла Іглесіа отримав за свої роботи понад 25 фестивальних та професійних кінонагород та майже 30 номінацій.
| Рік                                                          | Категорія                                         | Фільм                  | Результат |
| ------------------------------------------------------------ | ------------------------------------------------- | ---------------------- | --------- |
| Премія «Гоя»                                                 |                                                   |                        |           |
| 1993                                                         | Найкращий новий режисер                           | Операція «Мутанти»     | Номінація |
| 1996                                                         | Найкращий режисер                                 | День звіра             | Перемога  |
| 1996                                                         | Найкращий оригінальний сценарій                   | День звіра             | Номінація |
| 2001                                                         | Найкращий режисер                                 | Комуналка              | Номінація |
| 2001                                                         | Найкращий оригінальний сценарій                   | Комуналка              | Номінація |
| 2009                                                         | Найкращий режисер                                 | Убивства в Оксфорді    | Номінація |
| 2009                                                         | Найкращий адаптований сценарій                    | Убивства в Оксфорді    | Номінація |
| 2011                                                         | Найкращий режисер                                 | Сумна балада для труби | Номінація |
| 2011                                                         | Найкращий оригінальний сценарій                   | Сумна балада для труби | Номінація |
| Брюссельський міжнародний кінофестиваль фантастичних фільмів |                                                   |                        |           |
| 1996                                                         | Золотий Гран-прі журі                             | День звіра             | Перемога  |
| 1996                                                         | Срібний Гран-прі журі                             | День звіра             | Перемога  |
| 1996                                                         | Золотий ворон                                     | День звіра             | Перемога  |
| 1998                                                         | Спеціальна згадка                                 | Пердіта Дуранго        | Перемога  |
| 2014                                                         | Золотий ворон                                     | Відьми з Сугаррамурді  | Перемога  |
| 2014                                                         | При глядацьких симпатій Пегас                     | Відьми з Сугаррамурді  | Перемога  |
| Приз Європейської кіноакадемії                               |                                                   |                        |           |
| 2005                                                         | Найкращий європейський режисер                    | Ідеальний злочин       | Номінація |
| 2005                                                         | Приз глядачів найкращому європейському режисерові | Ідеальний злочин       | Номінація |
| Венеційський міжнародний кінофестиваль                       |                                                   |                        |           |
| 2010                                                         | Золотий лев                                       | Сумна балада для труби | Номінація |
| 2010                                                         | Срібний лев за найкращу режисерську роботу        | Сумна балада для труби | Перемога  |
| 2010                                                         | Золоті Озелли за найкращий сценарій               | Сумна балада для труби | Перемога  |
| 2010                                                         | Нагорода молодого кіно                            | Сумна балада для труби | Перемога  |
| Кінофестиваль «Фанташпорту»                                  |                                                   |                        |           |
| 2014                                                         | Міжнародний приз за найкращий фільм               | Відьми з Сугаррамурді  | Номінація |
| 2014                                                         | Приз глядацького журі                             | Відьми з Сугаррамурді  | Перемога  |